# Criniticoccus palmae
Criniticoccus palmae är en insektsart som beskrevs av Ireneo L. Lit 1992. Criniticoccus palmae ingår i släktet Criniticoccus och familjen ullsköldlöss.
Artens utbredningsområde är Filippinerna. Inga underarter finns listade i Catalogue of Life.